# Paschal Grousset
Jean-François Paschal Grousset (ur. 7 kwietnia 1844 w Corte na Korsyce, zm. 9 kwietnia 1909 w Paryżu) – francuski polityk (m.in. jeden z przywódców Komuny Paryskiej i deputowany do francuskiego parlamentu), dziennikarz, tłumacz i pisarz science-fiction.
Jako pisarz Grousset publikował pod pseudonimami Docteur Flavius, André Laurie, Philippe Daryl, Tiburce Moray i Léopold Virey.

## Ważniejsze prace literackie
Wydane pod nazwiskiem Paschal Grousset:
- 1869: Le Rêve d'un Irréconciliable

Wydane pod ps. Philippe Daryl:
- 1890: Le Yacht – histoire de la navigation maritime de plaisance[1]

Wydane pod ps. André Laurie:
- 1879: Les Cinq Cent Millions de la Begum, współautorstwo razem z Juliuszem Vernem, polskie przekłady: Pięćset milionów hinduskiej władczyni
- 1884: L’Étoile du Sud, współautorstwo razem z Juliuszem Vernem, polskie przekłady: Gwiazda Południa
- 1884: L'Héritier de Robinson
- 1885: L'Épave du "Cynthia", współautorstwo razem z Juliuszem Vernem, polskie przekłady: Rozbitek z Cynthii
- 1886: Le Capitaine Trafalgar
- 1887: Les Exilés de la Terre – Selene-Company Limited
- 1888: De New York à Brest en Sept Heures
- 1890: Le Secret du Mage
- 1891: Axel Eberson
- 1894: Le Rubis du Grand Lama
- 1895: Un Roman dans la Planète Mars, polski przekład: Podróż na Mars (1920)
- 1895: Atlantis
- 1903: Le Géant de l'Azur
- 1903: Le Filon de Gérard
- 1903: L'Oncle de Chicago
- 1904: Le Tour du Globe d'un Bachelier
- 1905: Le Maître de l'Abîme
- 1907: Spiridon le Muet

### Przekłady
- 1911: L’Île au trésor (pl. Wyspa skarbów, autorstwa Roberta Louisa Stevensona) – pierwszy przekład tej powieści na język francuski

### Współpraca autorska zJuliuszem Vernem
W 1884 Grousset napisał powieść Rozbitek z Cynthii (I wyd. 1885). Używał pseudonimu André Laurie i współpracował, tak jak Verne, z wydawcą Pierre-Julesem Hetzelem. Verne dokonał jedynie redakcji tekstu, a jego nazwisko pojawiło się na okładce w celach marketingowych. Tytuł nie wszedł do cyklu Niezwykłe podróże.
Para autorska Verne – Grousset stworzyła jeszcze dwie inne powieści: Pięćset milionów hinduskiej władczyni (I wyd. 1879) i Gwiazdę Południa (I wyd. 1884).
Część znawców twierdzi jednak, że są to także powieści napisane przez Grousseta i jedynie skorygowane przez Verne’a, nie jest jednak znana dokładnie wielkość owych korekt. Działo się to w czasach po Komunie Paryskiej (1871), której Grousset był jednym z przywódców, a po jej upadku i aresztowaniu został w 1872 deportowany do Nowej Kaledonii, skąd zbiegł i mieszkał m.in. w Sydney, San Francisco, Nowym Jorku i Londynie (utrzymując się z nauki języka francuskiego), by powrócić do Francji po amnestii w 1880. Po czym zajął się w literaturą i kulturą fizyczną, aby w końcu wrócić do polityki, a w 1893, zostać deputowanym socjalistycznym 12. dzielnicy Paryża. Nie miał więc czasu zajmować się poprawkami swoich rękopisów, które powierzył Hetzelowi, a ten zwrócił się o to do Verne’a.